# CNHグローバル

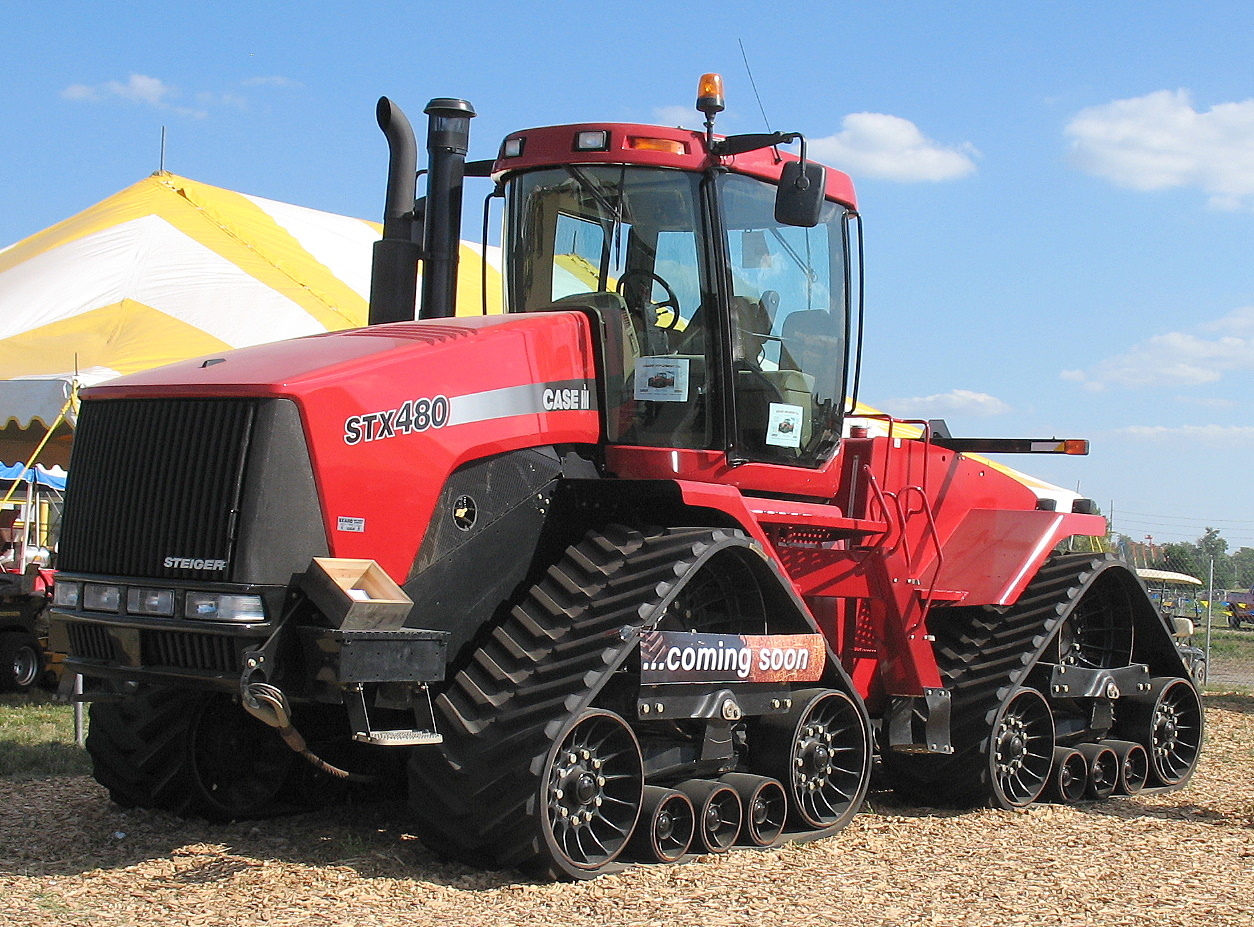
ケースIHのトラクター(STX480)

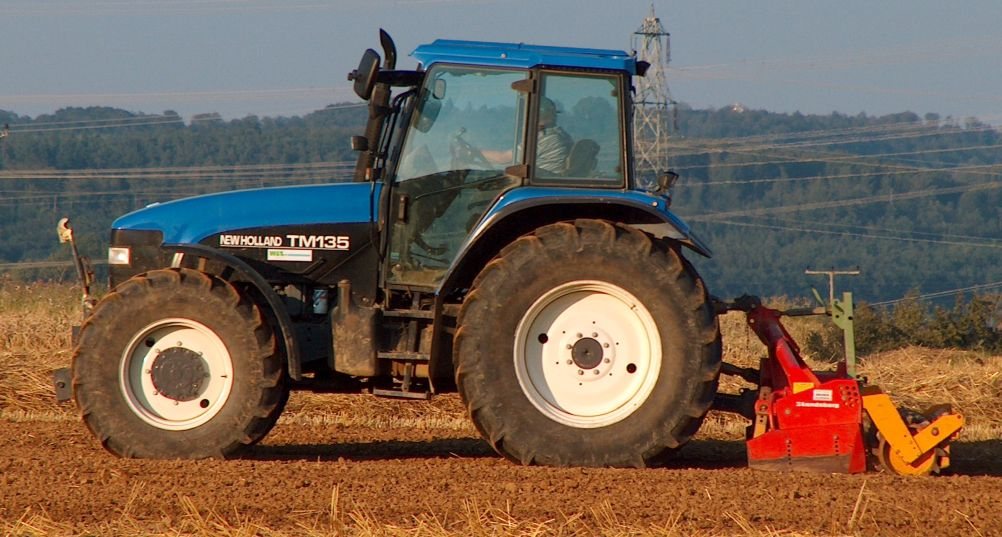
ニューホランドのトラクター(TM135)

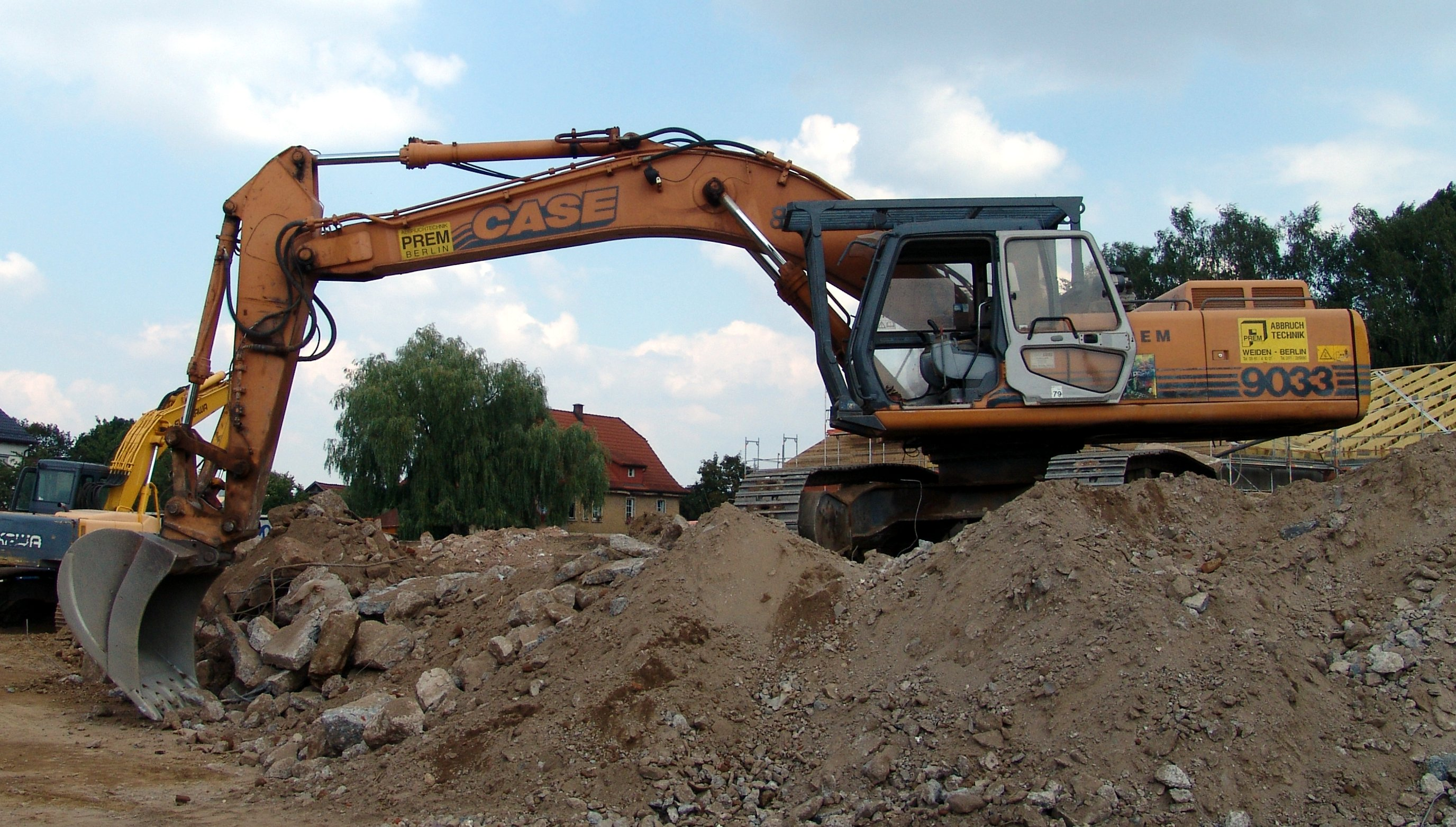
ケースCEの油圧ショベル(9033)

CNHグローバル(CNH global, NYSE: CNH)は1999年から2013年まで存在していた農業機械・建設機械メーカー。農業機械部門ではジョン・ディアに次いで世界第2位の規模をもち、建設機械部門においてもキャタピラー、コマツに次いで世界第3位の規模をもつ企業である。創業の地はオランダ・アムステルダムであるが、本社はアメリカ・イリノイ州ブルーリッジにおかれており、株式の87.4%をイタリアのフィアット・インダストリアルが保有していた。2013年にそのフィアット・インダストリアルと合併して、CNHインダストリアルとなった。
農業機械部門においては、同社の売り上げの約70%を占めるトラクターと、そのアタッチメントやローダー、モアー、収穫機、ヘイベーラー、移植機、シーダー、スプレーヤー、耕起設備などを製造している。
建設機械部門においても、アーティキュレーテッドトラック、バックホーローダー、クローラーローダー、ブルドーザー、油圧ショベル、フォークリフト等、多種多様な機種を生産している。
CNHグローバルのディーラー網は160カ国に12000店以上を数え、アメリカ、中国、インドを含む16カ国に31の工場を現在保有している。また、研究開発施設も12カ国に26施設を保有している。

## CNHグローバルが保有するブランド
- 農業機械
  - ケースIH
  - ニューホランドAg
  - シュタイアー

- 建設機械
  - ケースCE - 住友建機から油圧ショベルの供給を受け、Caseブランドで米州および欧州で販売している。なお、ミニショベルに関してはコベルコ建機から供給を受けている。
  - ニューホランド-　コベルコ建機から油圧ショベルの供給を受け、NEW HOLLANDブランドで販売。
  - コベルコ建機 - 株式の20%をCNHグローバルが保有。またニューホランド建機部門へ油圧ショベルの技術供与を行っている。

## 歴史
- 1895年
農機具メーカー・ニューホランドがアメリカ・ペンシルベニア州ニューホランドで創業。

- 1907年
フォード・モーター傘下のヘンリー・フォード・アンド・サン社が世界で初めて大量生産されることになるフォードソン・トラクターのプロトタイプを製作。

- 1917年
フォードソン・トラクターF型の大量生産開始。

- 1910年
ワルクフイゼン・レオン・クレイスがベルギーで収穫機の生産を開始。

- 1919年
フィアットが702型トラクターの大量生産を開始。

- 1933年
フォードソントラクターの生産工場がイギリス・エセックス州ダーゲンハムに移動。

- 1947年
牧草機械メーカー・ヘストンがアメリカ・カンザス州で創業。
スペリーがニューホランドを買収、スペリー・ニューホランドとなる。
ハイドロリック・エンジニアリング・カンパニーがカナダ・トロントで創業。バーサティルブランドの農機具の製造開始。

- 1952年
クレイスが自走式コンバインの生産を開始。

- 1963年
ハイドロリック・エンジニアリング・カンパニーがバーサティルと改名。

- 1964年
スペリー・ニューホランドが、当時ヨーロッパ最大のコンバインメーカーとなったクレイスを買収。
フォードトラクターの工場がイギリス・エセックス州バシルドンに移動。

- 1966年
バーサティル (Versatile) が200馬力以上の四輪駆動トラクターの生産台数世界一を記録する。
フィアットが農機・建機部門を創出。

- 1971年
フィアットがブラジル・ベロ・ホリゾンテに建設機械工場を開設。

- 1974年
フィアットの農機・建機部門がアメリカのアリス・チャルマーズと業務提携、フィアット・アリス名義での生産開始。
フィアットは、ランボルギーニ・トラットーリ社の全株式を取得し、フィアット・トラットーリ社を設立。

- 1975年
フィアット・トラットーリ社がラベルダの株式の大部分を買収。
フォード、トラクターの生産をブラジル・サンパウロでも開始。
ブラウドがブドウ収穫機の生産を開始。

- 1977年
フィアット・トラットーリが北米市場重視戦略からへストンを買収。
フィアット・トラットーリが中・小型トラクターを生産していたアグリフィルを買収。
バーサティルがバーサティル農機と改名。

- 1984年
フィアット・トラットーリがフィアットアグリと改名。
フィアットアグリがラベルダを通じブラウドの株式の75%を買収。

- 1986年
フォードがスペリー・ニューホランドを買収、フォード・ニューホランドと改名。

- 1988年
フィアットアグリとフィアット・アリスが業務統合、農機・建機メーカー・フィアットジオテックを創出。
ヘストンとブラウドがフランスに合資会社・ヘストン・ブラウドを創立。

- 1991年
フィアットがフォード・ニューホランドを買収、フィアットジオテックと統合し、NHジオテックと改名。
バーサティル農機がフォード・ニューホランドの一部門となる。

- 1993年
NHジオテックがニューホランドと改名。
FH建機がフィアット日立建機と統合、ニューホランドの建機部門の製造を担当する。

- 1994年
ニューホランドが新デザインのコーポレート・マークを公表。

- 1996年
イヴェコ、カミンズの間で欧州エンジン協定が結ばれ、ニューホランドへのエンジン供給の中心となることが決定する。
ニューホランド、アメリカ・フロリダ州オーランドで開催された農機展で24のニューモデルを発表。
ニューホランドNVがニューヨーク証券取引市場に上場。

- 1997年
ニューホランドがフォード・モーター・クレジット社を買収、ニューホランド製品のアメリカ・カナダでのファイナンス・リース業務を開始する。
ニューホランド、マニトーとの業務提携によりテレハンドラーの製造開始。

- 1998年
ニューホランドがインドに工場新設、35～75馬力のトラクターの生産を開始。
ニューホランド、カナダのフレキシコイル社と業務提携、播種・耕起機器の製造を開始。
ニューホランド、トルコのトルク・トラクターと業務提携、持ち株比率を35%に拡大。
ニューホランドファイナンス、従来のイギリスのみでの活動からイタリア、フランス、ドイツでも活動を開始。

- 1999年
ニューホランドNVとケース社との統合によりCNHグローバル創立。

- 2000年
CNHグローバルが世界のトラクター、コンバイン市場で売上台数1位を記録。建機においても世界第3位となる。

- 2013年
フィアット・インダストリアルと合併してCNHインダストリアルとなった。

## 日本におけるCNHグローバル
一時期クボタがフィアットブランドのトラクターを輸入販売していた。
現在、日本ニューホランドがニューホランドブランドの農業機械とケースIHブランドのトラクターを、三菱農機（三菱重工傘下）がケースIHブランドのトラクターを輸入販売している。
日本のIHI子会社のIHIシバウラは、ニューホランドブランドの農業機械をOEM生産していた。
現在はクボタからトラクターを調達している。
また、コベルコ建機（神戸製鋼子会社）と住友建機（住友重機械子会社）が業務提携を結んでおり、一部製品のOEM供給を行っている。